# Jan Eelkema
Jan Eelkema (Ee, 24 juni 1941 – Veenendaal , 4 januari 1989) was een Nederlands dirigent en muziekpedagoog.
Hij kreeg zijn muziekopleiding aan de Stedelijke Muziekschool Arnhem, hij bestudeerde er schoolmuziek met koor- en orkestdirectie, maar hij was al sinds zijn vijftiende dirigent van koren. Vervolgens was hij docent schoolmuziek in Amsterdam. In 1972 kon hij aan de slag als hoofddocent koordirectie aan het Rotterdams Conservatorium. Vanaf dan stond zijn leven in het teken van koren. Hij dirigeerde bijvoorbeeld het Toonkunstkoor Amsterdam, richtte het Philharmonisch Koor Toonkunst Rotterdam op. Dat laatste koor diende als voorbeeld van vele koren in die tijd opgericht. Hij was tevens opleider van aanstaande koordirigenten binnen de Kurt Thomas Stichting en die van de Federatie van Nederlandse Zangersbonden. Samen met David Porcelijn was hij verantwoordelijk voor het dirigentenprakticum van het Gewestelijke Orkest van Zuid-Holland in Delft. Daarnaast was hij dirigent en artistiek directeur van de stichting Samenwerkende Nederlandse Korenorganisaties vanaf hun oprichting in 1981 tot aan zijn dood.
In 1991 was een door hem geschreven canon nog aanleiding om een record te laten noteren in het Guinness Book of Records. De notering zou moeten gelden voor de gezamenlijke lengte van kinderen uit diverse koren die in de Arnhemse Koepelkerk die canon van Eelkema zongen.
In 1987 werd hij geïnterviewd door Wim T. Schippers alias Jacques Plafond in zijn Ronflonflon voor een koorfestival in Arnhem. Ze hadden elkaar eerder ontmoet in 1979/1980 toen Eelkema’s naam prijkte op het muziekalbum Hark! Van Wim T. Schippers.
Hij werd begraven op de Algemene Begraafplaats Veenendaal (Munnikenweg). De rouwadvertentie vermeldde "Der Mensch lebt und bestehet nur eine kleine Zeit" uit Acht Geistliche Gesänge van Max Reger op tekst van Matthias Claudius (opus 138.1).
- International Standard Name Identifier: 0000 0003 8758 2500
- Nederlandse Thesaurus van Auteursnamen: 072091215
- Virtual International Authority File: 280560801
- WorldCat: E39PBJx8FpyYbQDk36GQJFmWXd